# L'ebreo
L'ebreo è un'opera in un prologo e tre atti atti di Giuseppe Apolloni su libretto di Antonio Boni.
L'opera fu molto apprezzata per la musica di facile ascolto e venne rappresentata, nell'anno della prima a Venezia, anche a Roma e Napoli. Negli anni successivi ebbe rappresentazioni anche all'estero (Odessa, Costantinopoli e New York). In tempi moderni, l'opera è stata riproposta, in occasione del centenario della morte dell'autore, al Teatro Chiabrera di Savona, il 29 e il 31 ottobre 1989.

## Trama

### Prologo
Nel 1492, la città di Granata, su cui regna il moro Boabdil, è assediata da Ferdinando d'Aragona e Isabella di Castiglia. Boabdil si fida ciecamente di Issàchar, un ebreo che viene ritenuto mago e profeta ma di cui non è nota la vera origine. Issàchar, che nutre un profondo odio verso i mori, vuole far entrare in città gli assedianti, e per questo convince Boabdil che il capo dell'esercito, Adèl-Muza, lo vuole detronizzare. Boabdil, pur pensando che Adèl-Muza è innocente, dà ordine che venga incarcerato.

### Atto I
Adèl-Muza è innamorato di Leila, senza sapere che questa è la figlia dello stesso Issàchar. Leila stessa ignora tutto del proprio passato. Adèl-Muza e Leila vengono sorpresi da Issàchar durante un colloquio amoroso: Adèl-Muza, non ancora incarcerato, fugge, ma viene riconosciuto da Issàchar, che si consola pensando che presto il moro sarà prigioniero nell'Alhambra. Issàchar chiede alla figlia di maledire i mori, ma la giovane esita e Issàchar si infuria.
Issàchar si reca all'accampamento spagnolo: intende consegnare Leila al re Ferdinando, come pegno che li aiuterà a conquistare Granata in cambio di impunità per gli ebrei. Ma Ferdinando non sta ai patti, e consegna Issàchar ai giudici dell'Inquisizione. Mentre Ferdinando e Isabella si dicono certi che Leila si convertirà alla fede cristiana, Issàchar riesce a fuggire e mette a fuoco le tende spagnole proclamandosi angelo sterminatore.

### Atto II
Issàchar riesce a rientrare in Granata, dove Adèl-Muza è stato liberato e comanda nuovamente i mori, a fianco dei quali lo stesso Issàchar si accinge ora a combattere per difendere la città dagli spagnoli. Issàchar giura a Jehova di sacrificare la figlia Leila se gli sarà concessa la vittoria, e i mori si ripromettono di catturarla.
La vittoria però arride agli spagnoli, e Boabdil e i suoi sono costretti ad asserragliarsi nell'Alhambra. Adèl-Muza giunge in ambasciata da Ferdinando proponendogli una tregua, che viene rifiutata. Adèl-Muza sta per andarsene quando incontra Leila: le ricorda il loro amore, ma Leila, ormai quasi convertita, lo respinge. Adèl-Muza se ne va maledicendola.

### Atto III
Si prepara il battesimo di Leila, che è trattenuta per un attimo dal ricordo di Adèl-Muza. Giungono sul luogo Issàchar, in veste lacera, e Adèl-Muza travestito da spagnolo, il primo per sottrarre la figlia alla fede cristiana, il secondo nella speranza di rivederla. I due si riconoscono e stanno per battersi, quando canti religiosi provengono dal tempio. Entrambi vi si precipitano, ma Issàchar è il più veloce e pugnala a morte Leila pur di non farle cambiare fede. Leila muore lanciando un ultimo dolce sguardo a Adèl-Muza. Issàchar viene catturato e condotto al rogo con Adèl-Muza, che è stato riconosciuto.

## Struttura musicale

### Prologo
- N. 1 - Cavatina di Issàchar Salve, o luce dei credenti (Issàchar, Boabdil, Coro)

### Atto I
- N. 2 - Cavatina di Adèl-Muza Del Corano il sacro carme (Adèl-Muza, Leila)
- N. 3 - Duetto fra Issàchar ed Leila Romito fior nel tramite
- N. 4 - Finale I Dovrà per tale infamia (Coro, Issàchar, Leila, Ferdinando, Gran Giudice, Isabella)

### Atto II
- N. 5 - Aria di Issàchar Al tuo cenno m'inchino devoto (Issàchar, Coro)
- N. 6 - Coro e Cavatina di Ferdinando Ogni lido, ogni spera, o Fernando - Fu iddio, che disse (Ferdinando, Isabella, Coro)
- N. 7 - Finale II Ella è mia!! solo un accento (Adèl-Muza, Leila, Ferdinando, Isabella, Gran Giudice, Coro)

### Atto III
- N. 8 - Coro ed Aria di Leila Era travolta un'anima - Da quell'augusta soglia (Leila, Ferdinando, Isabella, Gran Giudice)
- N. 9 - Aria di Adèl-Muza Meste d'incerto raggio
- N. 10 - Finale III Vergin, che l'alma hai candida (Coro, Issàchar, Adèl-Muza, Leila, Ferdinando, Gran Giudice, Coro, Isabella)

## Prima rappresentazione
Gli interpreti della prima rappresentazione furono:
- Issàchar: Giovanni Corsi
- Leila: Marianna Barbieri-Nini
- Boabdil-el-Chic: Felice Peranzoni
- Adèl-Muza: Carlo Negrini
- Ferdinando: Cesare Nanni
- Isabella: Maria Luigia Morselli
- Gran Giudice: Carlo Salvatore Poggiali
- Direttore: Carlo Ercole Bosoni
- Direttore della messa in scena: Francesco Maria Piave.

## Discografia
| Anno | Cast (Issàchar, Leila, Adèl-Muza, Ferdinando, Isabella, Gran Giudice, Boabdil-el-chic)               | Direttore          | Etichetta   |
| ---- | --- | ------------------ | ----------- |
| 1989 | Simone Alaimo, Fernanda Costa, Dino Di Domenico, Armando Caforio, Paola Bidinelli, Francesco Piccoli | Massimo De Bernart | Bongiovanni |